# Talk That Talk
Albums de Rihanna
Loud
(2010) Unapologetic
(2012)
Singles
1. We Found Love
Sortie : 26 septembre 2011
2. You da One
Sortie : 14 novembre 2011
3. Talk That Talk
Sortie : 16 janvier 2012
4. Birthday Cake (Remix)
Sortie : 5 mars 2012
5. Where Have You Been
Sortie : 9 avril 2012
6. Cockiness (Love It) (Remix)
Sortie : 3 septembre 2012

Talk That Talk est le sixième album studio de l'artiste barbadienne Rihanna, sorti le 18 novembre 2011, sur le label Def Jam. Le premier single issu de l'album, We Found Love en featuring avec Calvin Harris, a été premièrement dévoilé sur la radio Capital FM le 22 septembre 2011 et, est sorti sur l'iTunes américain le même jour. Il se classe premier au Royaume-Uni avec 163 000 exemplaires vendus. Il s'est vendu a 5.5 millions d'exemplaires depuis sa sortie.

## Développement

### Contexte

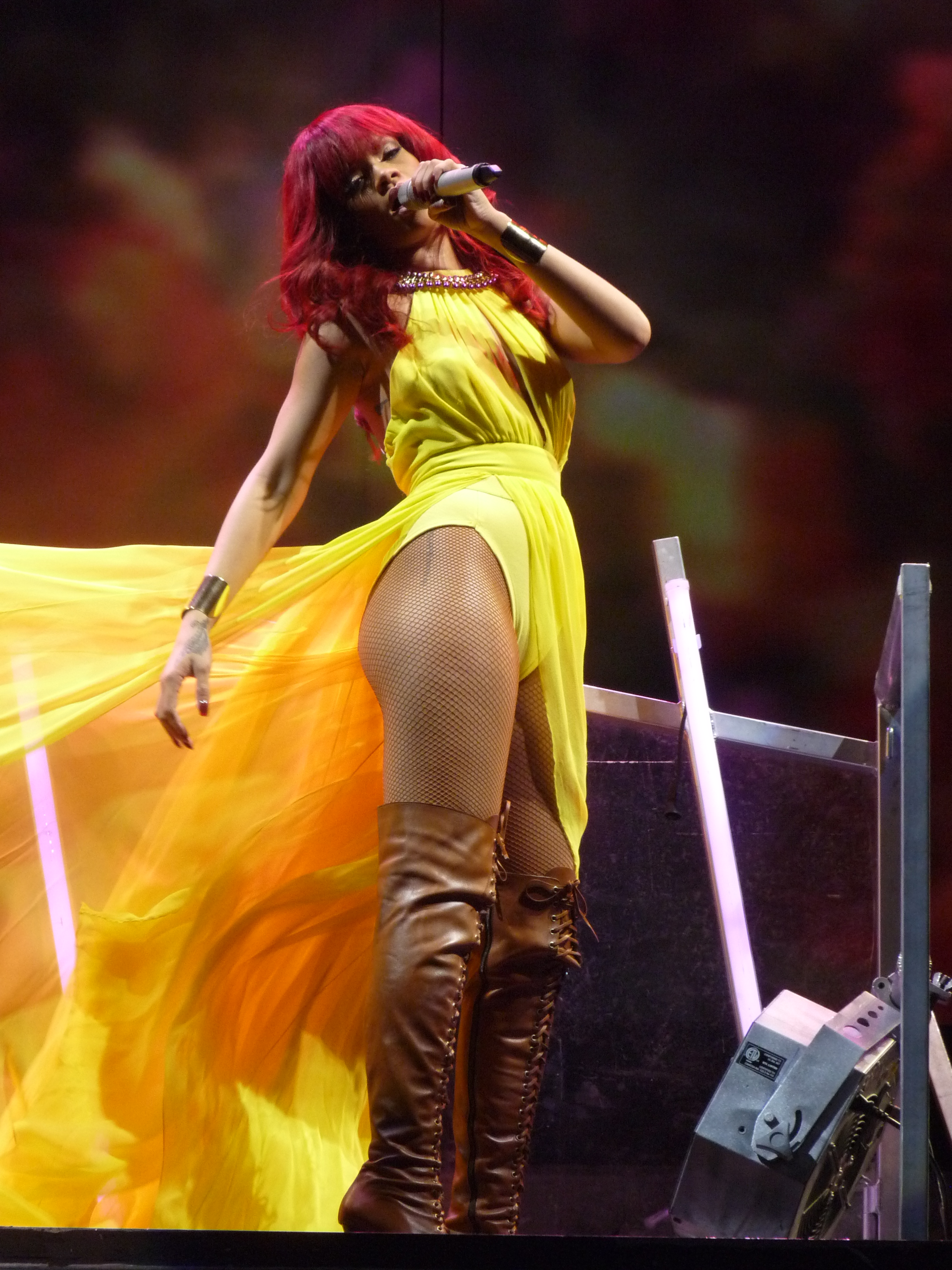
Rihanna sur scène en 2011.

Suivant la sortie et le succès du précédent album studio de Rihanna, Loud (2010), la chanteuse révéla via Twitter que l'album sera ré-édité avec de nouvelles chansons et sortira en Automne 2011 :  « #LOUD continuera avec de nouvelles musiques à ajouter à notre collection!!! », En septembre 2011, Rihanna confirma sur twitter qu'elle planifiait une ré-édition de Loud, puis la chanteuse tweeta « J’ai pensé à une RihRelease [RihRéédition], mais Loud à sa propre identité! En plus vous travaillez put*** de dur que vous méritez d’avoir quelque chose de nouveau!!! »
Lors d'une interview avec MTV News, le duo de production The Juggernauts, Sham "Sak Pase" Joseph et Verse Simmonds, qui écrivit et produisit la chanson aux influences raggae Man Down issue du précédent album studio de Rihanna, Loud (2010), révélèrent que le sixième album studio de la chanteuse était en état de finition en août 2011. Le duo a continué en confirmant qu'ils avaient écrit deux titres pour une future inclusion dans l'album, en disant : « D'après ce que nous avons compris, elle souhaitait assez rapidement terminer l'album, et nous avons fait deux enregistrements pour elle, qu'elle apprécie vraiment, et nous en sommes vraiment ravis et excités quant à la sortie de l'album », ils ont également exprimés qu'ils ont également écrit une autre chanson. Le 15 septembre 2011, Rihanna confirma via son compte officiel twitter que les sessions d'enregistrement de l'album était presque finis, tweetant « Je ne peux plus attendre, il faut que je vous dévoile des détails ! » Le tweet fut rapidement suivi par un autre, où Rihanna s'exprima par un « *Zips lips* » (soit « fin des enregistrements »), impliquant qu'elle ne parlera plus du développement de futures projets. Bien que son précédent tweet mentionnait que la chanteuse ne donnera plus de détails sur l'album, un fan de celle-ci lui demanda via Twitter quand l'album sortira, elle y  répondit par un : « CET AUTOMNE !!!!! ».

### Titrage et développement
Dans le cadre de la promotion de l'album, Rihanna créa une page de campagne Facebook nommée « Rihanna: UNLOCKED », où ses fans sur Facebook reçoivent des missions à accomplir, sous la forme de jeux, afin de pouvoir « débloquer » de nouvelles informations sur l'album,. Le 4 octobre 2011, les fans réussirent à débloquer la « Mission: 5 », après quoi Rihanna révéla le titre de l'album. Ce titre, Talk That Talk, a été annoncé via sa page Facebook officielle.

## Singles
- We Found Love, en featuring avec Calvin Harris, est le premier single issu de l'album[11]. Il est dévoilé au Royaume-Uni sur Capital FM le 26 septembre 2011, sortira le même jour[12], et sera envoyé aux radios américaines le 11 octobre 2011[13]. Le clip a été dévoilé le 19 octobre 2011. Ce titre devient n.1 dans 24 pays et de deviendras sa chanson signature à l'échelle mondial. Aux États-Unis, il passe 10 semaines n.1 au Billboard Hot 100.
- You da One, second extrait de l'album, est sorti le 11 novembre 2011. Le clip  vidéo a été tourné à Londres lors du passage de Rihanna dans la capitale du Royaume-Uni et a été dévoilé le 23 décembre 2011. On y retrouve Rihanna habillée comme Malcolm McDowell dans le film Orange Mécanique. Le titre aura un succès plus modéré à l'échelle mondiale.
- Talk That Talk, titre éponyme de l'album, en featuring avec Jay-Z, est le troisième single de l'album choisi par Rihanna. Cet extrait de l'album ne disposera pas de clip video. Le titre aura peu de succès à l'échelle international, se classant dans le top 40 dans cinq pays.
- Birthday Cake, quatrième single, sort remixé pour l'occasion en duo avec Chris Brown. Le titre sort uniquement aux États-Unis. Cet extrait ne dispose pas non plus de support vidéo.
- Where Have You Been est le 5e single et le 4e single mondiale de l'album. Le video clip est sorti le 30 avril 2012 à 15h00 (heure française)[14]. Ce single bénéficieras d'une diffusion massive sur tous les radios. Très branché dance, EDM et techno, le titre s'impose à l'échelle mondiale et aura un grand succès commercial. La chanson atteint le top 5 du Billboard Hot 100 et se classe dans le top 10 dans 20 pays.
- Cockiness (Love It) est le sixième single musical de l'album avec un featuring du rappeur américain A$AP Rocky. Ce remix a été interprété à l'occasion de la cérémonie des MTV Video Music Awards le 6 septembre. Ce single ne dispose pas de support vidéo.

## Liste des titres
| 1.    | You da One                          | Lukasz Gottwald, Ester Dean, John Hill, Robyn Fenty, Henry Walter                                           | Dr. Luke, Cirkut                | 3:20 |
| 2.    | Where Have You Been                 | Gottwald, Dean, Calvin Harris, Walter                                                                       | Dr. Luke, Cirkut, Calvin Harris | 4:02 |
| 3.    | We Found Love (feat. Calvin Harris) | Calvin Harris                                                                                               | Calvin Harris                   | 3:36 |
| 4.    | Talk That Talk (feat. Jay-Z)        | Dean, Shawn Carter, Sean Combs, Mikkel Eriksen, Tor Hermansen, Christopher Wallace                          | Stargate                        | 3:29 |
| 5.    | Cockiness (Love It)                 | Candice Pillay, D. Abernathy, Shondrae Crawford, Fenty                                                      | Mr. Bangladesh                  | 2:58 |
| 6.    | Birthday Cake                       | Terius Nash, Marcos Palacios, Ernest Clark, Fenty                                                           | The-Dream, Da Internz           | 1:18 |
| 7.    | We All Want Love                    | Dean, Ernest Wilson, Steve Wyreman, Kevin Randolph                                                          | No I.D.                         | 3:57 |
| 8.    | Drunk on Love                       | Mikkel S. Eriksen, Tor Erik Hermansen, Dean, Traci Hale, Romy Croft, Oliver Sim, Jamie Smith, Baria Qureshi | StarGate                        | 3:32 |
| 9.    | Roc Me Out                          | Eriksen, Hermansen, Dean, Rob Swire, Gareth McGrillen                                                       | StarGate, Knife Party           | 3:29 |
| 10.   | Watch n' Learn                      | Priscilla Renea, Hit-Boy, Alja Jackson, Fenty                                                               | Hit-Boy                         | 3:31 |
| 11.   | Farewell                            | Dean, Alexander Grant                                                                                       | Alex da Kid                     | 4:17 |
| 12.   | Red Lipstick                        | Nash, James Hetfield, Lars Ulrich, William Kennard, Saul Milton, Fenty                                      | Chase & Status                  | 3:37 |
| 13.   | Do Ya Thang                         | Nash, Fenty                                                                                                 | The-Dream                       | 3:43 |
| 14.   | Fool in Love                        | Gottwald, Dean, Walter                                                                                      | Dr. Luke, Cirkut, Ester Dean    | 4:15 |
| 39:46 |                                     | |                                 |      |

## Dates de sortie
| Pays        | Date             | Format(s)                    | Label           | Édition(s)       |
| ----------- | ---------------- | ---------------------------- | --------------- | ---------------- |
| Australie   | 18 novembre 2011 | CD, Téléchargement numérique | Universal Music | Standard, deluxe |
| Allemagne   | 18 novembre 2011 | CD, Téléchargement numérique | Universal Music | Standard, deluxe |
| Irlande     | 18 novembre 2011 | CD, Téléchargement numérique | Universal Music | Standard, deluxe |
| Pologne     | 18 novembre 2011 | CD, Téléchargement numérique | Universal Music | Standard, deluxe |
| Canada      | 21 novembre 2011 | CD, Téléchargement numérique | Universal Music | Standard, deluxe |
| France      | 21 novembre 2011 | CD, Téléchargement numérique | Def Jam         | Standard, deluxe |
| Italie      | 21 novembre 2011 | CD, Téléchargement numérique | Def Jam         | Standard, deluxe |
| Royaume-Uni | 21 novembre 2011 | CD, Téléchargement numérique | Mercury         | Standard, deluxe |
| États-Unis  | 21 novembre 2011 | CD, Téléchargement numérique | Def Jam         | Standard, deluxe |
| Japon       | 23 novembre 2011 | CD, Téléchargement numérique | Universal Music | Standard, deluxe |

### Certifications et ventes
| Pays                       | Certification | Unités certifiées |
| -------------------------- | ------------- | ----------------- |
| Allemagne (BVMI)           | Or            | 100 000           |
| Australie (ARIA)           | Platine       | 70 000            |
| Autriche (IFPI)            | Or            | 10 000            |
| Belgique (BEA)             | Or            | 15 000            |
| Brésil (Pro-Música Brasil) | Or            | 20 000            |
| Danemark (IFPI)            | Or            | 10 000            |
| Espagne (PROMUSICAE)       | Or            | 30 000            |
| États-Unis (RIAA)          | 3 × Platine   | 3 000 000         |
| Irlande (IRMA)             | 3 × Platine   | 45 000            |
| Italie (FIMI)              | Or            | 30 000            |
| Nouvelle-Zélande (RMNZ)    | Platine       | 15 000            |
| Pologne (ZPAV)             | 3 × Platine   | 60 000            |
| Royaume-Uni (BPI)          | 3 × Platine   | 900 000           |
| Suède (GLF)                | Or            | 20 000            |
| Suisse (IFPI)              | Platine       | 30 000            |